# Hana no Miyako Kōen
Le Hana no Miyako Kōen (花の都公園, hananomiyakokōen, lit. le parc-métropole des fleurs) est un grand jardin botanique japonais situé près du lac Yamanaka, non loin du Mont Fuji. Il se trouve à Yamanakako, dans la Préfecture de Yamanashi.

## Description
Situé sur un plateau à 1 000 m. d'altitude, le parc Hana no Miyako permet d'admirer de nombreuses variétés de fleurs avec le mont Fuji en arrière-plan.